# Qualificazioni all'UEFA Futsal Championship 2022 - Turno di qualificazione

## Sorteggio
Il sorteggio per il turno di qualificazione si è tenuto il 7 novembre 2019 alle 13:30 CET (UTC+1) al quartier generale dell'UEFA a Nyon, in Svizzera. Le fasce di sorteggio sono stilate sul ranking delle nazionali al 28 ottobre 2019 basate sul nuovo sistema Elo. Le 33 nazionali partecipanti sono state sorteggiate in nove gruppi, di cui sei formati da quattro squadre, contenenti una squadra per ogni fascia, e tre formati da tre squadre, una per ognuna delle fasce 1-3. In base alla decisione dell'UEFA Emergency Panel, Kosovo e Bosnia-Erzegovina non potevano essere sorteggiate nello stesso girone.
| Squadra     | Coeff.  | Rank |
| ----------- | ------- | ---- |
| Paesi Bassi | 1641.41 | 17   |

| Squadra     | Coeff.  | Rank |
| ----------- | ------- | ---- |
| Spagna      | 2112.09 | 1    |
| Russia      | 2099.41 | 2    |
| Portogallo  | 2088.92 | 3    |
| Kazakistan  | 2074.58 | 4    |
| Azerbaigian | 2013.86 | 5    |
| Ucraina     | 2002.36 | 6    |
| Serbia      | 1975.44 | 7    |
| Italia      | 1963.53 | 8    |
| Slovenia    | 1926.99 | 9    |
| Croazia     | 1919.50 | 10   |
| Rep. Ceca   | 1802.24 | 11   |
| Bielorussia | 1800.94 | 12   |
| Romania     | 1756.91 | 13   |
| Francia     | 1740.99 | 15   |
| Slovacchia  | 1713.56 | 16   |
| Finlandia   | 1590.30 | 21   |

| Squadra                  | Coeff.  | Rank | Fascia |
| ------------------------ | ------- | ---- | ------ |
| Ungheria                 | 1746.28 | 14   | 1      |
| Bosnia ed Erzegovina (H) | 1641.36 | 18   | 1      |
| Polonia                  | 1600.21 | 19   | 1      |
| Belgio (H)               | 1594.81 | 20   | 1      |
| Georgia (H)              | 1587.09 | 22   | 1      |
| Lettonia (H)             | 1486.86 | 23   | 1      |
| Macedonia del Nord (H)   | 1478.80 | 24   | 1      |
| Moldavia (H)             | 1395.49 | 25   | 1      |
| Albania                  | 1372.66 | 26   | 1      |
| Turchia                  | 1356.47 | 27   | 2      |
| Kosovo                   | 1351.84 | 28   | 2      |
| Montenegro               | 1342.09 | 29   | 2      |
| Inghilterra              | 1338.14 | 30   | 2      |
| Svezia                   | 1314.92 | 31   | 2      |
| Svizzera                 | 1233.17 | 32   | 2      |
| Norvegia                 | 1213.04 | 33   | 2      |
| Bulgaria (H)             | 1202.87 | 34   | 2      |
| Danimarca                | 1176.30 | 35   | 2      |
| Armenia                  | 1135.14 | 36   | 3      |
| Grecia                   | 1109.10 | 37   | 3      |
| Germania                 | 1104.34 | 38   | 3      |
| Cipro                    | 1065.11 | 39   | 3      |
| Galles                   | 1062.77 | 40   | 3      |
| Lituania (H)             | 1043.10 | 41   | 3      |
| Israele                  | 1017.78 | 42   | 3      |
| Andorra                  | 910.95  | 43   | 3      |
| Estonia                  | 882.75  | 44   | 3      |
| Malta (H)                | 856.48  | 45   | 4      |
| Gibilterra               | 824.33  | 46   | 4      |
| San Marino               | 807.01  | 47   | 4      |
| Scozia                   | 798.50  | 48   | 4      |
| Irlanda del Nord         | 757.59  | 49   | 4      |
| Austria                  | 757.59  | 50   | 4      |

Note
- Le squadre indicate in grassetto si sono qualificate per la fase finale.
- (H):  Squadre organizzatrici del turno di qualificazione.

| Fær Øer     | Islanda | Liechtenstein |
| Lussemburgo | Irlanda |               |

## Gruppi
Gli orari sono CET (UTC+1), come indicati dall'UEFA. Gli orari locali, se differenti, sono indicati tra parentesi. (H) indica la squadra ospitante.

### Gruppo A
| Squadra                  | P.ti | G | V | N | P | GF | GS | DR  |
| ------------------------ | ---- | - | - | - | - | -- | -- | --- |
| Bosnia ed Erzegovina (H) | 9    | 3 | 3 | 0 | 0 | 22 | 10 | +12 |
| Cipro                    | 6    | 3 | 2 | 0 | 1 | 14 | 9  | +5  |
| Svizzera                 | 3    | 3 | 1 | 0 | 2 | 8  | 12 | -4  |
| Gibilterra               | 0    | 3 | 0 | 0 | 3 | 3  | 16 | -13 |

| Arbitri: | Kirill Naishouler Ibrahim El Jilali Kaloyan Kirilov |

|                                                                   |           | |
| Kokkinos 13'47'’ Kouloumbris 22'32'’ Kanjo 28'26'’ Omirou 30'43'’ | Marcatori | 2'35'’ Bošković 7'41'’, 18'08'’, 25'46'’ Petak 9'42'’ Radmilović 12'37'’ Džindić 22'59'’ I. Ivanković 39'05'’ Hrkač |

| Arbitri: | Yaroslav Vovchok Kaloyan Kirilov Ibrahim El Jilali |

|                                                        |           |              |
| Buckson 9'20'’ Uebelhart 28'35'’ Marcoyannakis 30'44'’ | Marcatori | 4'43'’ Lopez |

| Arbitri: | Kaloyan Kirilov Kirill Naishouler Yaroslav Vovchok |

|                                                                                               |           |               |
| C. Pereira 19'56'’ Kouloumbris 21'01'’ Kanjo 29'36'’ Kokkinos 29'56'’ Omirou 33'10'’, 38'41'’ | Marcatori | 5'29'’ Florin |

| Arbitri: | Ibrahim El Jilali Yaroslav Vovchok Kirill Naishouler |

| |           |                              |
| Radmilović 4'06'’ Petak 6'36'’ Rodriguez 13'17'’ (aut.) Bošković 22'52'’, 29'00'’ I. Ivanković 23'54'’ Gosto 24'12'’ Milanović 34'16'’ Džindić 39'57'’ | Marcatori | 25'49'’ Ruiz 25'49'’ Collado |

| Arbitri: | Yaroslav Vovchok Kirill Naishouler Ibrahim El Jilali |

|  |           |                                                                     |
|  | Marcatori | 4'19'’ Kouloumbris 11'01'’ Alexiou 24'07'’ Kanjo 35'02'’ C. Pereira |

| Arbitri: | Kaloyan Kirilov Ibrahim El Jilali Kirill Naishouler |

|                                                                            |           |                                                                       |
| Radmilović 11'01'’ Džindić 23'52'’ Hrkač 36'59'’, 37'52'’ Bošković 37'19'’ | Marcatori | 9'02'’ Marcoyannakis 21'48'’ Gössi 22'37'’ De Freitas 35'18'’ Buckson |

### Gruppo B
| Squadra    | P.ti | G | V | N | P | GF | GS | DR  |
| ---------- | ---- | - | - | - | - | -- | -- | --- |
| Belgio (H) | 9    | 3 | 3 | 0 | 0 | 17 | 6  | +11 |
| Armenia    | 4    | 3 | 1 | 1 | 1 | 7  | 8  | -1  |
| Montenegro | 3    | 3 | 1 | 0 | 2 | 11 | 10 | +1  |
| Scozia     | 1    | 3 | 0 | 1 | 2 | 7  | 18 | -11 |

| Arbitri: | Daniel Matkovic Jacob Willem Machiel Van Dijke Ingus Puriņš |

| |           |                                  |
| Il. Mugoša 2'55'’, 18'57'’, 39'03'’ Smith 9'29'’ (aut.) Spasojević 10'37'’, 23'21'’, 30'56'’ Vidaković 35'00'’ Vukovic 37'41'’ | Marcatori | 5'42'’ Aloulou 34'47'’ Robertson |

| Arbitri: | Trayan Enchev Ingus Puriņš Jacob Willem Machiel Van Dijke |

|                                          |           |                                                                |
| De Campos 3'23'’ Manukian 17'03'’ (t.l.) | Marcatori | 6'55'’ Dillien 10'47'’, 25'07'’ Carello 31'43'’, 39'10'’ Rahou |

| Arbitri: | Jacob Willem Machiel Van Dijke Trayan Enchev Daniel Matkovic |

|                                                      |           |                    |
| Margaryan 14'06'’ Mashumyan 27'19'’ Aslanian 38'50'’ | Marcatori | 30'48'’ Spasojević |

| Arbitri: | Ingus Puriņš Daniel Matkovic Trayan Enchev |

| |           |                                                  |
| Steedman 0'41'’ (aut.) Ettalaki 4'44'’ Dillien 6'30'’, 17'35'’, 36'47'’ Robertson 24'03'’ (aut.) Ouadi 39'51'’ | Marcatori | 9'38'’ (aut.) Ghislandi 29'47'’, 38'08'’ Aloulou |

| Arbitri: | Ingus Puriņš Trayan Enchev Daniel Matkovic |

|                               |           |                                          |
| Steedman 2'19'’ Smith 19'39'’ | Marcatori | 5'41'’ Martins De Souza 32'50'’ Galstyan |

| Arbitri: | Jacob Willem Machiel Van Dijke Daniel Matkovic Trayan Enchev |

|                                                                        |           |               |
| Rahou 23'33'’ Adnane 24'10'’ Diniz 29'25'’, 36'46'’ Dahbi Reda 31'41'’ | Marcatori | 2'45’ Vuletic |

### Gruppo C
| Squadra   | P.ti | G | V | N | P | GF | GS | DR  |
| --------- | ---- | - | - | - | - | -- | -- | --- |
| Polonia   | 9    | 3 | 3 | 0 | 0 | 22 | 2  | +20 |
| Grecia    | 4    | 3 | 1 | 1 | 1 | 7  | 9  | -2  |
| Svezia    | 3    | 3 | 1 | 0 | 2 | 9  | 14 | -5  |
| Malta (H) | 1    | 3 | 0 | 1 | 2 | 5  | 18 | -13 |

| Arbitri: | Aleš Mocnik Peric Igor Puzović Veljko Bošković |

|                                                             |           |                                         |
| Kubik 5'59'’, 7'16'’, 22'26'’ Marek 17'55'’ Lutecki 21'35'’ | Marcatori | 3'27'’ Stavrakopoulos 32'33'’ Karavidas |

| Arbitri: | Balázs Farkas Veljko Bošković Igor Puzović |

|                                                                                      |           |                                                                 |
| P. Zhubi 1'23'’ Cirak 4'53'’, 16'55'’ Rossi 6'57'’ Söderqvist 11'09'’ Hiseni 26'04'’ | Marcatori | 7'19'’ Azzopardi 17'52'’ Milijic 20'23'’ Telissi 32'03'’ Frendo |

| Arbitri: | Veljko Bošković Aleš Mocnik Peric Balázs Farkas |

|  |           |                                                                                                  |
|  | Marcatori | 5'55'’ Leszczak 15'04'’ Solecki 16'09'’ Wojciechowski 20'45'’, 22'50'’ (rig.), 30'18'’ Zastawnik |

| Arbitri: | Igor Puzović Balázs Farkas Aleš Mocnik Peric |

|                   |           |                |
| Azzopardi 20'18'’ | Marcatori | 34'30'’ Karmis |

| Arbitri: | Igor Puzović Aleš Mocnik Peric Veljko Bošković |

|                                                          |           |                                                |
| Stavrakopoulos 7'37'’, 20'38'’, 31'09'’ Malovits 29'53'’ | Marcatori | 8'29'’ Marrah 19'37'’ Smajlovic 26'38'’ Hiseni |

| Arbitri: | Balázs Farkas Veljko Bošković Aleš Mocnik Peric |

|  |           | |
|  | Marcatori | 3'31'’, 30'39'’ (t.l.) Leszczak 5'09'’, 18'24'’ Marek 10'51'’, 32'09'’ Gladczak 14'18'’ Solecki 22'15'’, 30'10'’ Wędzony 25'44'’, 36'04'’ Lutecki |

### Gruppo D
| Squadra      | P.ti | G | V | N | P | GF | GS | DR |
| ------------ | ---- | - | - | - | - | -- | -- | -- |
| Albania      | 6    | 3 | 2 | 0 | 1 | 8  | 3  | +5 |
| San Marino   | 4    | 3 | 1 | 1 | 1 | 4  | 5  | -1 |
| Bulgaria (H) | 4    | 3 | 1 | 1 | 1 | 4  | 6  | -2 |
| Andorra      | 3    | 3 | 1 | 0 | 2 | 2  | 4  | -2 |

| Arbitri: | Petar Radojcic Yiangos Yiangou Grigori Ošomkov |

|                                                        |           |                 |
| Kaca 4'20'’ Selmanaj 18'33'’, 22'19'’ Rexhepaj 31'06'’ | Marcatori | 12'48'’ Belloni |

| Arbitri: | Stefan Vrijens Grigori Ošomkov Yiangos Yiangou |

|                 |           |                                        |
| Debboun 11'09'’ | Marcatori | 16'55'’ Bo. Marev 23'39'’ Karageorgiev |

| Arbitri: | Grigori Ošomkov Petar Radojcic Stefan Vrijens |

|                       |           |  |
| Massana Valls 29'59'’ | Marcatori |  |

| Arbitri: | Yiangos Yiangou Stefan Vrijens Petar Radojcic |

|                   |           |                   |
| Stanković 33'05'’ | Marcatori | 25'02'’ Busignani |

| Arbitri: | Grigori Ošomkov Yiangos Yiangou Stefan Vrijens |

|                                  |           |  |
| Mattioli 35'56'’ Moretti 39'49'’ | Marcatori |  |

| Arbitri: | Stefan Vrijens Petar Radojcic Grigori Ošomkov |

|                   |           |                                                        |
| Stanković 31'00'’ | Marcatori | 0'47'’, 38'38'’ Halimi 15'43'’ Karaja 26'04'’ Selmanaj |

### Gruppo E
| Squadra          | P.ti | G | V | N | P | GF | GS | DR  |
| ---------------- | ---- | - | - | - | - | -- | -- | --- |
| Ungheria         | 9    | 3 | 3 | 0 | 0 | 14 | 3  | +11 |
| Lituania (H)     | 6    | 3 | 2 | 0 | 1 | 9  | 7  | +2  |
| Turchia          | 3    | 3 | 1 | 0 | 2 | 6  | 8  | -2  |
| Irlanda del Nord | 0    | 3 | 0 | 0 | 3 | 5  | 16 | -11 |

| Arbitri: | Lukáš Peško Juan Boelen Peter Nurse |

| |           |                               |
| Glenholmes 4'02'’ (aut.) Nagy 7'40'’ Rábl 10'53'’ Pál 11'31'’ N. Horváth 28'26'’, 37'52'’ Dávid 34'43'’ | Marcatori | 18'52'’ Taylor 25'19'’ Millar |

| Arbitri: | Timo Onatsu Peter Nurse Juan Boelen |

|                                    |           |                                                     |
| Can Akparlak 18'22'’ Özkan 24'29'’ | Marcatori | 28'16'’ Zagurskas 34'15'’, 35'34'’ (t.l.) Sendžikas |

| Arbitri: | Peter Nurse Lukáš Peško Timo Onatsu |

|  |           |                                     |
|  | Marcatori | 21'48'’ Dróth 25'14'’, 37'34’ Dávid |

| Arbitri: | Juan Boelen Timo Onatsu Lukáš Peško |

|                                                               |           |                 |
| Voskunovič 3'50'’, 5'09'’, 12'28'’ Sendžikas 27'58'’, 33'29'’ | Marcatori | 5'04'’ Donnelly |

| Arbitri: | Peter Nurse Juan Boelen Lukáš Peško |

|                      |           |                                                           |
| Gunn 4'27'’, 38'01'’ | Marcatori | 16'36'’, 19'17'’ Köseoğlu 37'19'’ Aygün 38'56'’ C. Keskin |

| Arbitri: | Timo Onatsu Lukáš Peško Juan Boelen |

|                   |           |                                                 |
| Zagurskas 13'02'’ | Marcatori | 0'47'’ Dávid 6'39'’, 13'33'’ Dróth 29'24'’ Rábl |

### Gruppo F
| Squadra     | P.ti | G | V | N | P | GF | GS | DR  |
| ----------- | ---- | - | - | - | - | -- | -- | --- |
| Georgia (H) | 9    | 3 | 3 | 0 | 0 | 18 | 4  | +14 |
| Germania    | 6    | 3 | 2 | 0 | 1 | 13 | 10 | +3  |
| Kosovo      | 3    | 3 | 1 | 0 | 2 | 9  | 16 | -7  |
| Austria     | 0    | 3 | 0 | 0 | 7 | 7  | 17 | -10 |

| Arbitri: | Adrian Tschopp Vitali Rakutski Viktor Bugenko |

|                                                         |           |                                         |
| Dobroshi 9'12'’ Qerimi 10'43'’, 11'25'’ Topilla 10'54'’ | Marcatori | 25'06'’ (rig.) Dizdarevic 34'17'’ Jatic |

| Arbitri: | Josip Barton Viktor Bugenko Vitali Rakutski |

|                |           |                                                          |
| Fischer 4'55'’ | Marcatori | 10'46'’ Sebiskveradze 28'59'’ Thales 30'53'’ Jvarashvili |

| Arbitri: | Vitali Rakutski Josip Barton Adrian Tschopp |

| |           |                                                          |
| Saglam 8'57'’, 38'43'’ Meyer 13'34'’, 35'40'’, 38'36'’ Sözer 28'51'’ Hoffmann 34'43'’ Wittig 37'22'’ | Marcatori | 0'27'’, 24'07’ Maxharraj 22'59'’ Qerimi 29'17'’ Kelmendi |

| Arbitri: | Viktor Bugenko Adrian Tschopp Josip Barton |

| |           |                                      |
| Saiotti 0'26'’, 15'33'’, 17'44'’, 23'37'’ Sebiskveradze 7'46'’, 9'50'’, 15'52'’ Thales 34'42'’ Jvarashvili 39'04'’ | Marcatori | 8'06’ Vozenilek 18'41'’ Steinwandter |

| Arbitri: | Vitali Rakutski Viktor Bugenko Adrian Tschopp |

|                                                            |           |                                                    |
| Muharemovic 0'52'’ Dizdarevic 31'43'’ Meitz 38'58'’ (t.l.) | Marcatori | 0'41'’, 21'50'’ Saglam 17'13'’ Claus 25'00'’ Meyer |

| Arbitri: | Josip Barton Adrian Tschopp Vitali Rakutski |

|                                                                                        |           |                   |
| Sebiskveradze 1'58'’, 17'30'’, 28'45'’ Saiotti 7'59'’ Kurtanidze 25'33’ Thales 29'31'’ | Marcatori | 27'12'’ Maxharraj |

### Gruppo G
| Squadra      | P.ti | G | V | N | P | GF | GS | DR |
| ------------ | ---- | - | - | - | - | -- | -- | -- |
| Lettonia (H) | 4    | 2 | 1 | 1 | 0 | 8  | 3  | +5 |
| Danimarca    | 4    | 2 | 1 | 1 | 0 | 6  | 4  | +2 |
| Estonia      | 0    | 2 | 0 | 0 | 2 | 3  | 10 | -7 |

| Arbitri: | David Schaerli Bogdan Valentin Hanceariuc Vasilios Christodoulis |

|                  |           |                                                                                                |
| Ed. Stüf 21'49'’ | Marcatori | 1'23'’, 10'15'’ Ar. Kulešovs 4'38'’, 18'47'’ Mik. Babris 24'13'’ Matjušenko 36'10'’ J. Pastars |

| Arbitri: | Vasilios Christodoulis David Schaerli Bogdan Valentin Hanceariuc |

|                                                      |           |                                     |
| Mengel 8'14'’, 15'13'’ Falck 12'27'’ Laursen 32'05'’ | Marcatori | 23'06'’ Babjak 39'21'’ (aut.) Haagh |

| Arbitri: | Bogdan Valentin Hanceariuc Vasilios Christodoulis David Schaerli |

|                             |           |                             |
| Matjušenko 17'00'’, 33'14'’ | Marcatori | 8'17'’ Mengel 26'19'’ Lucht |

### Gruppo H
| Squadra      | P.ti | G | V | N | P | GF | GS | DR |
| ------------ | ---- | - | - | - | - | -- | -- | -- |
| Moldavia (H) | 6    | 2 | 2 | 0 | 0 | 7  | 1  | +6 |
| Israele      | 1    | 2 | 0 | 1 | 1 | 2  | 5  | -3 |
| Inghilterra  | 1    | 2 | 0 | 1 | 1 | 1  | 4  | -3 |

| Arbitri: | Tomasz Frak Vlad Nicolae Ciobanu Haris Curovac |

|                     |           |                                                               |
| T. Shkolnik 37'55'’ | Marcatori | 8'47'’ Tacot 10'24'’ S. Munteanu 24'24'’, 35'26'’ Nicolaiciuc |

| Arbitri: | Vlad Nicolae Ciobanu Haris Curovac Tomasz Frak |

|              |           |               |
| Ward 36'16'’ | Marcatori | 33'33'’ Lavie |

| Arbitri: | Haris Curovac Tomasz Frak Vlad Nicolae Ciobanu |

|                                             |           |  |
| Burdujel 3'31'’ Obadă 16'11'’ Tacot 18'05'’ | Marcatori |  |

### Gruppo I
| Squadra                | P.ti | G | V | N | P | GF | GS | DR |
| ---------------------- | ---- | - | - | - | - | -- | -- | -- |
| Norvegia               | 6    | 2 | 2 | 0 | 0 | 9  | 3  | +6 |
| Macedonia del Nord (H) | 3    | 2 | 1 | 0 | 1 | 2  | 2  | 0  |
| Galles                 | 0    | 2 | 0 | 0 | 2 | 2  | 8  | -6 |

| Arbitri: | Moshe Bohbot Slawomir Steczko Michael Christofides |

|  |           |                |
|  | Marcatori | 22'26'’ Dandan |

| Arbitri: | Slawomir Steczko Michael Christofides Moshe Bohbot |

| |           |                                     |
| Hugh 2'17'’ (aut.) Fossli 10'01'’, 34'13'’ Eggen 12'00'’ Vučenović 27'51'’ Stølan 30'21'’ Røttingsnes 35'29'’ | Marcatori | 13'24'’ Zulkarnain 21'46'’ Williams |

| Arbitri: | Michael Christofides Moshe Bohbot Slawomir Steczko |

|                  |           |                                  |
| Krstevski 4'48'’ | Marcatori | 22'07'’ Pedersen 37'07'’ Rakvaag |

## Confronto tra le terze classificate
Per determinare le cinque migliori terze classificate che avanzano agli spareggi del turno di qualificazione vengono conteggiati soltanto i risultati contro le prime due classificate del girone di provenienza.
| Squadra     | Pt | G | V | N | P | GF | GS | DR | Gruppo |
| ----------- | -- | - | - | - | - | -- | -- | -- | ------ |
| Bulgaria    | 1  | 2 | 0 | 1 | 1 | 2  | 5  | -3 | D      |
| Inghilterra | 1  | 2 | 0 | 1 | 1 | 1  | 4  | -3 | H      |
| Turchia     | 0  | 2 | 0 | 0 | 2 | 2  | 6  | -4 | E      |
| Svizzera    | 0  | 2 | 0 | 0 | 2 | 5  | 11 | -6 | A      |
| Montenegro  | 0  | 2 | 0 | 0 | 2 | 2  | 8  | -6 | B      |
| Galles      | 0  | 2 | 0 | 0 | 2 | 2  | 8  | -6 | I      |
| Estonia     | 0  | 2 | 0 | 0 | 2 | 3  | 10 | -7 | G      |
| Svezia      | 0  | 2 | 0 | 0 | 2 | 3  | 10 | -7 | C      |
| Kosovo      | 0  | 2 | 0 | 0 | 2 | 5  | 14 | -9 | F      |